# Ерт (Тексас)
Ерт (енгл. Earth) град је у америчкој савезној држави Тексас. По попису становништва из 2010. у њему је живело 1.065 становника.

## Демографија
Према попису становништва из 2010. у граду је живело 1.065 становника, што је 44 (4,0%) становника мање него 2000. године.
| Група             | 2000.       | 2010.       |
| Белци             | 481 (43,4%) | 336 (31,5%) |
| Афроамериканци    | 32 (2,9%)   | 43 (4,0%)   |
| Азијати           | 0 (0,0%)    | 0 (0,0%)    |
| Хиспаноамериканци | 587 (52,9%) | 679 (63,8%) |
| Укупно            | 1.109       | 1.065       |